# Zákolany
Zákolany település Csehországban, a Kladnói járásban. Zákolany Koleč, Dřetovice, Blevice, Otvovice, Libochovičky, Svrkyně és Holubice településekkel határos. Lakosainak száma 625 fő (2024. január 1.).

## Népesség
A település lakosságának változását az alábbi diagram mutatja:
| Lakosok száma | 876  | 1029 | 1068 | 889  | 605  | 485  | 550  | 566  | 601  | 625  |
|               | 1869 | 1890 | 1921 | 1950 | 1980 | 2001 | 2017 | 2019 | 2022 | 2024 |